# Karl Hölscher
Karl Hölscher (* 22. Juli 1904 in Westkirchen; † 13. Juni 1987) war ein deutscher Jurist und Verwaltungsbeamter.

## Leben
Karl Hölscher absolvierte ein Studium der Rechtswissenschaft, das er mit dem Zweiten Juristischen Staatsexamen beendete. Er trat anschließend als Gerichtsassessor in den Justizdienst ein und war von 1932 bis 1940 als Rechtsanwalt tätig. Danach nahm er bis 1945 als Soldat am Zweiten Weltkrieg teil. Nach dem Kriegsende war Hölscher erneut im Verwaltungsdienst tätig und wurde 1945 Dezernent bei der Straßenverkehrsdirektion in Münster. Er wirkte seit 1947 als Ministerialrat im Verkehrsministerium des Landes Nordrhein-Westfalen (später Ministerium für Wirtschaft und Verkehr) und wurde 1950 zum Ministerialdirigenten ernannt. Von 1955 bis zu seinem Eintritt in den Ruhestand 1969 amtierte er als Staatssekretär im Ministerium für Arbeit und Soziales des Landes Nordrhein-Westfalen.